# Pere Sant i Cirera
Pere Sant i Cirera (Salo, 1904) va ser un ciclista català que va córrer entre els anys 20 i principis dels 30 del segle xx. Del seu palmarès destaca una 7à posició final a la Volta a Catalunya de 1924, encara que també tingué bons resultats en altres curses de l'època. Fou pare dels també ciclistes Pere i Albert. El 1979 se li va dedicar un homenatge a Sabadell.